# Glee: The Music, The Christmas Album Volume 2
Glee: The Music, The Christmas Album Volume 2 is een soundtrackalbum van de personages in de Amerikaanse televisieserie Glee. Het album verscheen op 11 november 2011.

## Track lijst
| Nr. | Titel                           | Schrijver(s)                                | Originele Artiest            | Duur |
| --- | ------------------------------- | ------------------------------------------- | ---------------------------- | ---- |
| 1.  | All I Want for Christmas Is You | Mariah Carey, Walter Afanasieff             | Mariah Carey                 | 4:03 |
| 2.  | Extraordinary Merry Christmas   | Adam Anders, Peer Åström, Shelly Peiken     | Glee Cast original           | 3:39 |
| 3.  | Santa Baby                      | Joan Javits, Philip Springer, Tony Springer | Eartha Kitt                  | 2:31 |
| 4.  | Christmas Eve with You          | Anders, Åström, Peiken                      | Glee Cast original           | 3:28 |
| 5.  | Little Drummer Boy              | Katherine K. Davis                          | Trapp Family Singers         | 2:56 |
| 6.  | River                           | Joni Mitchell                               | Joni Mitchell                | 4:03 |
| 7.  | Do You Hear What I Hear?        | Noël Regney, Gloria Shayne Baker            | Harry Simeone Chorale        | 3:52 |
| 8.  | Let It Snow                     | Sammy Cahn, Jule Styne                      | Vaughn Monroe                | 2:47 |
| 9.  | Santa Claus Is Coming to Town   | John Frederick Coots, Haven Gillespie       | Harry Reser en His Orchestra | 2:49 |
| 10. | Christmas Wrapping              | Chris Butler                                | The Waitresses               | 4:03 |
| 11. | Blue Christmas                  | Billy Hayes, Jay W. Johnson                 | Doye O'Dell                  | 3:49 |
| 12. | Do They Know It's Christmas?    | Bob Geldof, Midge Ure                       | Band Aid                     | 3:35 |